# Sárfalvi Béla (öttusázó)
Sárfalvi Béla (Budapest, 1941. június 5. – 2016. december 3.) magyar öttusázó, öttusaedző, Sárfalvi Péter négyszeres világbajnok, hatszoros Európa-bajnok édesapja.

## Életpályája
1960-tól 1974-ig volt a Csepel öttusázója, válogatott kerettag. Tagja volt 1974-ben a BEK-győztes csapatnak. 1980-ban szerzett edzői oklevelet a TF-en. A Csepel edzője volt 1977 és 1989 között. Mivel a rendszerváltozással megszűnt a klub anyagi bázisa, a Csepel Művek, Sárfalvi Béla a Honvéd vezetőedzője lett; 1990 és 2001 között dolgozott ennél a klubnál.
1998-tól mesteredző.